# Benzingia
Benzingia é um género botânico pertencente à família das orquídeas (Orchidaceae).

## Espécies
1. Benzingia caudata (Ackerman) Dressler, Lankesteriana 5: 93 (2005).
2. Benzingia cornuta (Garay) Dressler, Lankesteriana 5: 93 (2005).
3. Benzingia estradae (Dodson) Dodson, Lindleyana 10: 74 (1995).
4. Benzingia hajekii (D.E.Benn. & Christenson) Dressler, Lankesteriana 5: 93 (2005).
5. Benzingia hirtzii Dodson, Lindleyana 10: 74 (1995).
6. Benzingia jarae (D.E.Benn. & Christenson) Dressler, Lankesteriana 5: 93 (2005).
7. Benzingia palorae (Dodson & Hirtz) Dressler, Lankesteriana 5: 93 (2005).
8. Benzingia reichenbachiana (Schltr.) Dressler, Lankesteriana 5: 93 (2005).